# Fazioli
Fazioli Pianoforti S.p.A je italský výrobce klavírů, který sídlí ve městě Sacile (kraj Furlansko-Julské Benátsko). 
Firmu založil v roce 1981 klavírista, inženýr a syn výrobce nábytku Paolo Fazioli (* 1944). V následujícím roce zaznamenala úspěch na Musikmesse ve Frankfurtu nad Mohanem a zařadila se mezi nejprestižnější značky hudebního světa. Na Fazioliho nástroje hráli Vladimir Ashkenazy, Martha Argerichová, Nick Cave, Daniil Trifonov, Murray Perahia, François-Joël Thiollier, Herbie Hancock, Aldo Ciccolini a Louis Lortie. Jeho klavíry jsou využívány také při Chopinově mezinárodní klavírní soutěži a Rubinsteinově mezinárodní klavírní soutěži. Od roku 2005 firma používá k testování nástrojů vlastní koncertní sál a v roce 2009 otevřela prodejnu nedaleko milánské La Scaly.
Fazioli má padesát zaměstnanců a ročně postaví přibližně 140 koncertních křídel. Vyrábí šest modelů pojmenovaných podle délky v centimetrech: F308, F278, F228, F212, F183 a F156. Model F308 je největším křídlem, jež je aktuálně dostupné na světovém trhu. Firma trvá na ruční práci a výroba jednoho kusu trvá okolo třiceti měsíců. Používá dřevo smrku ztepilého z Val di Fiemme, jehož kvality oceňoval již Antonio Stradivari. 
Klavír značky Fazioli se objevuje jako symbol luxusu ve filmu Padesát odstínů šedi.